# Zielachsenfehler
Als Zielachsenfehler oder Kollimationsfehler wird bei Theodoliten,  Universal- und Passageninstrumenten die Abweichung der Zielachse von der Normalen auf die Kippachse bezeichnet.
Bei modernen Tachymetern wird er bereits werkseits auf nahezu Null justiert, kann jedoch im Laufe der Nutzungsdauer und durch unsachgemäße Behandlung des Instrumentes auf einige Milligon anwachsen. Ältere Messgeräte erforderten eine  Nachjustierung in mehrwöchigen Abständen.
Die Wirkung dieses Instrumentenfehlers auf Richtungsmessungen nimmt mit dem Höhenwinkel h zu, und zwar mit der Funktion sec h (= 1 / cos h). Anders als der Kippachsenfehler wirkt er bereits auf Ziele, die auf gleicher Höhe liegen, nimmt aber nicht so rasch mit der Visurneigung zu. Durch Messung in zwei Fernrohrlagen und Mittelwertbildung der Richtungs-Messwerte lassen sich beide Fehler fast gänzlich eliminieren („Methode des 4-fachen Kollimationsfehlers“).
Die Justierung erfolgt durch Anzielung einer entfernten Strichmarke oder Mire in beiden Kreislagen, wobei ein Viertel der auftretenden Winkeldifferenz am Fadennetz wegzustellen ist.